# Conrad Sweynheym

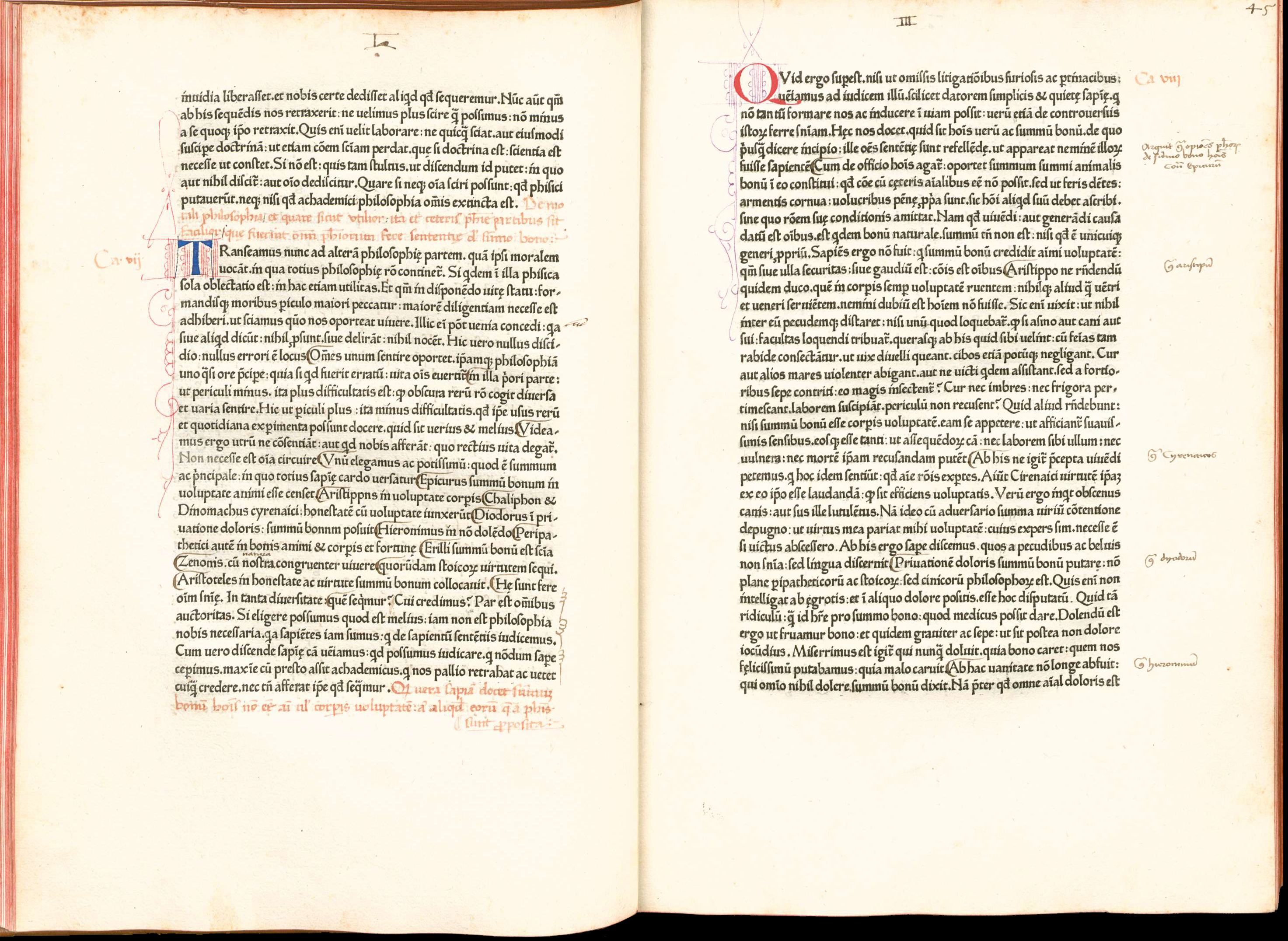
Esemplare del De divinis institutionibus di Lattanzio, stampato da Sweynheym e Pannartz a Subiaco nel 1465.

Conrad Sweynheym, o  Schweynheym (Bensheim, ... – Roma, post 1476), è stato un monaco cristiano e tipografo tedesco; ebbe il merito storico, insieme con Arnold Pannartz, di introdurre la stampa a caratteri mobili in Italia.

## Biografia

### A Subiaco
Chierico della Diocesi di Magonza (aveva preso la tonsura), Sweynheym apparteneva all'Ordine di San Benedetto. Appresa la nuova tecnica di stampa mediante caratteri mobili di metallo da Johannes Fust e Peter Schöffer, nel 1462 dovette lasciare Magonza a causa del saccheggio della città da parte di Adolfo di Nassau. Seguendo la via dei benedettini che unisce la Germania all'Italia, nel 1464 si stabilì a Subiaco, assieme ad Arnold Pannartz di Praga. A Subiaco vi erano due monasteri, entrambi di osservanza benedettina: Santa Scolastica e Sacro Speco. Su 18 monaci, ben 12 erano di area tedesca (tra cui i due priori).
Nel monastero di Santa Scolastica Sweynheym e Pannartz impiantarono la prima tipografia sul suolo italiano, nonché la prima fuori dei confini della Germania.
Tra il 1465 e il 1467 Sweynheym e Pannartz stamparono tre volumina:
| Il «Lattanzio» |
| -------------- |

| Il De oratore |
| ------------- |

| Il De civitate Dei |
| ------------------ |

A Santa Scolastica fu impresso anche un opuscolo di Elio Donato, grammatico romano del IV secolo, maestro di San Girolamo. Si tratta di Ars minor o prima (detta anche Pro puerulis), una piccola grammatica latina sulle otto parti del discorso (nome, pronome, verbo, predicato, ecc.). L'opera doveva constare di circa dodici pagine. Ciò spiega il fatto che, nell'elenco della loro produzione, i due stampatori non l'abbiano chiamato volumen. Stampato in trecento copie, è ritenuto il primo incunabolo sublacense. Nessuna copia è sopravvissuta.

### A Roma
Nel 1467, protetti dall'umanista Giovanni Andrea Bussi, Sweynheym e Pannartz si trasferirono a Roma. Giunti nell'Urbe nell'estate/autunno di quell'anno, impiantarono un torchio tipografico in una casa dei fratelli Francesco e Pietro Massimo sita nelle vicinanze di Campo de' Fiori (oggi Palazzo Massimo istoriato). I due fratelli, ricchi mercanti, avevano un banco di prestito nella piazza: misero sotto contratto i due chierici, cui consentirono di vendere i propri libri direttamente al pubblico.
A Roma erano già state impiantate le prime tipografie, ad opera dei connazionali Ulrich Hahn e Sixtus Riessinger. Essi avevano creato caratteri tipografici che imitavano la minuscola rotonda, il tipo di scrittura dominante nell'Urbe. Sweynheym e Pannartz decisero di uniformarsi all'uso romano ed abbandonarono i caratteri che avevano impiegato a Subiaco. I libri stampati a Roma furono impressi dunque con caratteri perfettamente tondi. Inoltre, mentre gli incunaboli stampati a Subiaco contenevano solo l'indicazione del luogo e della data, a Roma Sweynheym e Pannartz inserirono nei colophon anche i loro nomi.
Il primo titolo stampato a Roma furono le Epistulae ad familiares di Cicerone già nel 1467 (forse settembre/novembre). L'anno successivo riprodussero le opere già impresse a Subiaco. Successivamente stamparono una serie di classici latini, tra cui l'editio princeps di Virgilio nel 1469, e il commento biblico di Niccolò di Lira (1471-1472). In pochi anni il mercato si saturò e la domanda divenne così bassa da non garantire più una sufficiente redditività. Nel 1473 la società con Pannartz fu sciolta; successivamente Sweynheym fece domanda di assistenza pubblica. Lo stesso Bussi rivolse una supplica al pontefice, il quale accolse la richiesta (29 gennaio 1474) e Sisto IV fissò una prebenda al monaco tedesco vita natural durante.
Nel complesso Sweynheym e Pannartz pubblicarono 48 classici latini, tutti in formato in folio, tirati quasi sempre in 275 esemplari.
Sweynheym si dedicò poi all'incisione su metallo. Iniziò a realizzare le carte geografiche della Cosmographia di Claudio Tolomeo, ma non poté portarla a termine in quanto morì pochi mesi prima che la stampa fosse ultimata. L'opera fu terminata e pubblicata da Arnold Buckinck a Roma nell'ottobre del 1478.

## Testimonianze coeve
Il Memoriale ad venerabilem patrem et dominum abbatem Laurentium in Gotwico (cod. Mellicense 91, noto come "Memoriale di Melk") è l'unico documento coevo che cita l'esistenza di una tipograﬁa a Subiaco negli anni in cui vi lavorarono Sweynheym e Pannartz. Fu redatto da Benedetto Zwink di Ettal (Benedictus de Bavaria), confratello dei due tipografi nel monastero di Subiaco..
La Chronica, edita da Giovanni Filippo De Lignamine il 14 luglio 1474, è altrettanto importante perché contiene una testimonianza coeva sull'introduzione della stampa in Italia da parte di Sweynheym e Pannartz, che fornisce persino informazioni sulla produzione giornaliera della loro tipografia. L'annotazione, registrata dopo il luglio 1465 (quando avvenne la morte di Jacopo Piccinino), è la seguente:
(Chronica summorum pontificum imperatorumque ac de septem aetatibus mundi, c. [m6r])